# Don Galloway
Donald "Don" Galloway (Augusta, 27 de julho de 1937 – Reno, 8 de janeiro de 2009) foi um ator de palco, cinema e televisão norte-americano. Ele foi casado com Linda Galloway.